# Брзо клизање на Зимским олимпијским играма 1924 — 10.000 метара за мушкарце
Трка у дисциплини 10.000 метара одржана је у суботу, 27. јануара 1924.
Учествовало је 16 клизача из 6 држава.

## Освајачи медаља
| Злато                    | Сребро                | Бронза                  |
| Јулијус Скутнаб · Финска | Клас Тумберг · Финска | Роалд Ларсен · Норвешка |

## Рекорди пре почетка такмичења
26. јануар 1924.
| Светски рекорд    | 17:22,6(*)                     | Оскар Матисен · Норвешка       | Кристијанија, Норвешка         | 1. фебруар 1913.               |                                |
| Олимпијски рекорд | први пут на олимпијским играма | први пут на олимпијским играма | први пут на олимпијским играма | први пут на олимпијским играма | први пут на олимпијским играма |

(*) Рекорд је постављен на природно замрзнутом леду.

## Резултати
| Место | Такмичар         | Земља                     | Време        |
| ----- | ---------------- | ------------------------- | ------------ |
|       | Јулијус Скутнаб  | Финска                    | 18:04,8      |
|       | Клас Тумберг     | Финска                    | 18:07,8      |
|       | Роалд Ларсен     | Норвешка                  | 18:12,2      |
| 4     | Фридтјоф Паулсен | Норвешка                  | 18:13,0      |
| 5     | Харалд Стрем     | Норвешка                  | 18:18,6      |
| 6     | Сигурд Моен      | Норвешка                  | 18:19,0      |
| 7     | Леонар Кваља     | Француска                 | 18:25,0      |
| 8     | Валентин Бијалас | Сједињене Америчке Државе | 18:34,0      |
| 9     | Ричард Донован   | Сједињене Америчке Државе | 18:57,0      |
| 10    | Асер Валенијус   | Финска                    | 19:03,8      |
| 11    | Албертс Румба    | Летонија                  | 19:14,6      |
| 12    | Џо Мур           | Сједињене Америчке Државе | 19:36,2      |
| 13    | Хари Каски       | Сједињене Америчке Државе | 19:45,2      |
| 14    | Леон Јуцевич     | Пољска                    | 20:40,8      |
| 18    | Андре Жегу       | Француска                 | 21:03,4      |
| 19    | Жорж де Вилд     | Француска                 | Није завршио |